# Ebedoré
Egbedore é uma área de governo local no Osun (estado), Nigéria. Sua sede fica na cidade de Awo na Coordenada:7° 46′ 00″ N, 4° 24′ 00″ L.
Possui uma área de 270 km² e uma população de 73.969 no censo de 2006.
O código postal da área é 232.